# Lupe Cajías
Lupe Cajías de la Vega (sinh 1955) là một nhà báo, nhà sử học và nhà văn người Bolivia. Cajías đã tập trung sự nghiệp của mình vào báo chí, mặc dù cô cũng là tác giả của những cuốn sách như Historia de una Leyenda, vida y palabra de Juan Lechín Oquendo (1988) và Valentina. Historia de una rebeldía. Tương tự như vậy, sự nghiệp của cô đã được công nhận với giải thưởng quốc gia UNICEF năm 1986, cũng như Giải thưởng Erich Guttentag cho tiểu thuyết Valentina. Historia de una rebeldía năm 1996  (giải thưởng này đã được thay thế bằng Giải thưởng Tiểu thuyết Quốc gia hai năm sau đó).

## Tiểu sử
Lupe Cajías được sinh ra tại thành phố La Paz, Bolivia năm 1955. Cô học báo chí, với trọng tâm trong lĩnh vực nghiên cứu, tại Đại học Pontifical Xavierian ở Bogotá, từ đó cô tốt nghiệp loại giỏi. Cô cũng học lịch sử tại Đại học San Andrés. Cô đã chứng kiến sự trở lại của nền dân chủ cho Bolivia vào ngày 10 tháng 10 năm 1982, sau khi sinh đứa con đầu lòng vài ngày trước đó.
Trong vai trò là một nhà báo, Cajías cũng là biên tập viên của El Tiempo ở Bogotá, và sau đó trở thành chuyên mục cho các tờ báo Bolivian Los Tiempose  và Página Siete. Tương tự, cô cũng là tổng biên tập của Aquí hàng tuần. Ngoài ra, Cajías được bầu làm chủ tịch Hiệp hội Nhà báo La Paz năm 2014. Trong thời gian này, cô đã thực hiện một loạt các hành động ủng hộ quyền tự do ngôn luận, theo APLP, bị hạn chế bởi các hành động của chính phủ Evo Morales. Nhiệm kỳ của Cajías kết thúc vào năm 2016, khi Nelson Martínez giành chiến thắng trong cuộc bầu cử mới bên trong liên minh.
Cajías cũng mạo hiểm tham gia vào chính trị khi cô chịu trách nhiệm cho bộ phận chống tham nhũng từ năm 2003 đến 2005, trong nhiệm kỳ tổng thống của Carlos Mesa. Trong thời gian làm việc ở vị trí này, đã có một khiếu nại của nhà báo Amalio Pando rằng cô bị cáo buộc đã nhận được tiền thưởng 4.000 đô la; tuy nhiên, đơn tố cáo cuối cùng đã không được chứng thực bởi các tòa án. Cajías là thành viên sáng lập của Tổ chức văn hóa Huáscar Cajías.
Tiếp tục với sự nghiệp chuyên môn của mình, Cajías là một giáo viên tại Đại học San Andrés, nơi cô từng là sinh viên trong thời gian nghiên cứu lịch sử. Ngoài ra cô còn giảng dạy tại Bolivian Catholic University.